# William Walcot

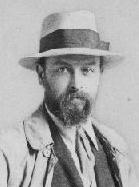
William Walcot

William Franzewitsch Walcot (russisch Вильям Францевич Валькот; * 10. Märzjul. / 22. März 1874greg. Lustdorf am Rande Odessas; † 21. Mai 1943 in Hurstpierpoint, West Sussex) war ein britisch-russischer Architekt und Künstler.

## Leben
Walcot kam 1874 in der deutschen Kolonie Lustdorf am Rande Odessas, heute der Stadtteil von Odessa Чорноморка Tschornomorka zur Welt.
Walcot war der älteste Sohn des schottischen Händlers Enoch Shannon (1854–1895), der sich Frank Walcot nannte. Walcots Mutter Jekaterina (1853–1940) war die Tochter des deutschen Kolonisten Gottlieb Reichert, dessen Vorfahren sich unter Katharina II. in Neurussland angesiedelt hatten.
Walcot wuchs bei seinen Eltern in Spanien, Südamerika, Südafrika, Bayonne und Bordeaux auf. Im Alter von 17 Jahren kehrte er nach Russland zurück, um an der Kaiserlichen Akademie der Künste in St. Petersburg zu studieren. Er schloss das Studium 1897 in der Klasse von Leonti Benois ab und studierte dann weiter in Paris bei Gaston Redon und an der Académie des Beaux-Arts. Darauf arbeitete er einige Zeit in den Keramik-Werkstätten der Künstlerkolonie Abramzewo Sawwa Iwanowitsch Mamontows bei Moskau.
1898 kaufte Mamontow Grundstücke am Moskauer Teatralny Projesd für den Bau des Kultur- und Geschäftszentrums Hotel Metropol, dessen Kern der Saal für Mamontows Oper sein sollte. Den 1. Preis des öffentlichen Bauwettbewerbs gewann Lew Kekuschew, während Walcot mit seinem Projekt mit dem Logo Frauenkopf nur den 4. Preis erhielt. Trotzdem erteilte Mamontow gegen den Rat der Fachleute Walcot den Auftrag. Nach Mamontows Insolvenz und Verhaftung wegen betrügerischer Finanzmanipulationen 1899 beauftragten die neuen Besitzer die St. Petersburger Versicherungsgesellschaft mit der Projektdurchführung mit Kekuschew als Projektleiter. Der Bau hatte nun nicht mehr viel gemeinsam mit Walcots Projekt, aber das Frauenkopf-Logo wurde in den Innenräumen beibehalten. Das Gebäude, das 1901 ausbrannte mit Wiederaufbau 1905, wurde durch die von Michail Wrubel, Alexander Golowin und Nikolai Andrejew gestalteten Innenräume sehr bekannt.
1898 kaufte Mamontow Grundstücke am Moskauer Teatralny Projesd für den Bau des Kultur- und Geschäftszentrums Hotel Metropol, dessen Kern der Saal für Mamontows Oper sein sollte. Den 1. Preis des öffentlichen Bauwettbewerbs gewann Lew Kekuschew, während Walcot mit seinem Projekt mit dem Logo Frauenkopf nur den 4. Preis erhielt. Trotzdem erteilte Mamontow gegen den Rat der Fachleute Walcot den Auftrag. Nach Mamontows Insolvenz und Verhaftung wegen betrügerischer Finanzmanipulationen 1899 beauftragten die neuen Besitzer die St. Petersburger Versicherungsgesellschaft mit der Projektdurchführung mit Kekuschew als Projektleiter. Der Bau hatte nun nicht mehr viel gemeinsam mit Walcots Projekt, aber das Frauenkopf-Logo wurde in den Innenräumen beibehalten. Das Gebäude, das 1901 ausbrannte wurde 1905 wieder aufgebaut.
Am benachbarten Pretschistenski Pereulok baute Walcot auf Kosten der 1899 von Jacob Reck gegründeten Moskauer Handels- und Bau-Aktiengesellschaft die Jakuntschikowa-Villa (1899–1900) und für Karl Alexandrowitsch Gutheil, Sohn des Musikverlegers A. B. Gutheil, die Gutheil-Villa (1902–1903), in denen er wieder das Frauenkopf-Logo verwendete. In Kekuschews Villa am Glasowski Pereulok 8 (1900 an Otto Adolfowitsch List, Neffe Gustav Lists, verkauft, so dass die Villa als List-Villa bekannt ist) schuf Walcot Mosaiken. Walcot war ein Vertreter der vom Jugendstil ausgehenden Moskauer Moderne, wobei sich Walcots Stil, die sogenannte „englische Moderne“, sich deutlich unterschied von dem Stil Kekuschews, der von der franko-belgischen Moderne Victor Hortas ausging. Walcot veröffentlichte regelmäßig Skizzen seiner Projekte in Fachzeitschriften, wodurch er die Architekten seiner Zeit sehr beeinflusste. Auch baute er ein Hotel-Wohnheim (Spiridonjewski Pereulok 9) und ein Mietshaus (1900–1903, Mjasnizki Projesd 4/3) der Moskauer Handels- und Bau-Aktiengesellschaft zusammen mit Iwan Kondratenko.  1902–1905 war er weniger erfolgreich bei öffentlichen Bauwettbewerben. Den Wettbewerb 1902 für die Kathedrale St. Peter und Paul gewann er zwar, aber die Gemeinde entschied sich für das Projekt Wiktor Kossows. 1904 verlor Walcot gegen Adolf Minkus mit dem Mietshaus-Projekt für die Polytechnische Gesellschaft am Mjasnizki Projesd. Das 1907 gebaute Gebäude enthielt Elemente aus Walcots Projekt.
1905 begab er sich mit seiner erkrankten Frau auf die Isle of Wight, wo sie bald darauf starb. Er ließ sich 1906 in London nieder und arbeitete anfangs als Bauzeichner bei dem südafrikanischen Architekten Eustace Frere. Bekannt wurde er mit seinen künstlerischen Darstellungen der Entwürfe anderer Architekten, die er in den Summer Exhibitions der Royal Academy of Arts ausstellte. Auch stellte er Rekonstruktionen antiker griechischer, römischer, babylonischer und ägyptischer Gebäude vor. 1917 zeichnete er den Löwen von Belfort für die Verteidiger von Verdun. Er veröffentlichte Studien des menschlichen Körpers.
Walcot wurde Mitglied der Royal Society of British Artists (1913), Associate der Royal Society of Painter-Etchers and Engravers (1916) und Fellow des Royal Institute of British Architects (1922) sowie Associate der British School at Rome. Mit Cyril Farey gehörte Walcot zu den gefragtesten Architektur-Illustratoren der 1920er und 1930er Jahre. Er entwickelte mit seinen Gouachen und Aquarellen einen eigenen impressionistischen Stil, der ihm zahlreiche Aufträge von Edwin Lutyens, Herbert Baker und Aston Webb einbrachte.
Mit Ausbruch des Zweiten Weltkrieges brach Walcots Arbeit ab. 1943 beging er in Hurstpierpoint (West Sussex) Suizid.

## Werke

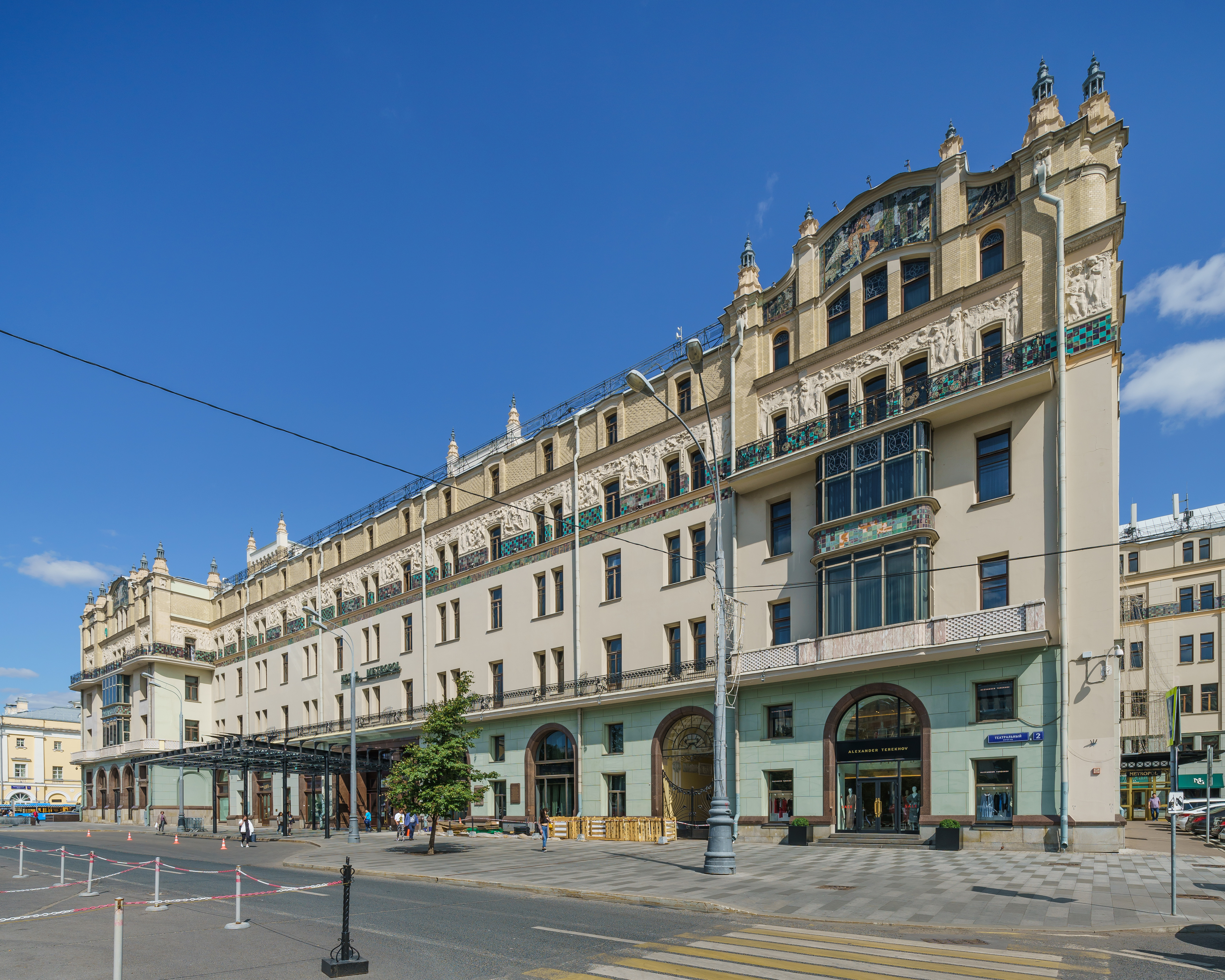
Hotel Metropol, Moskau
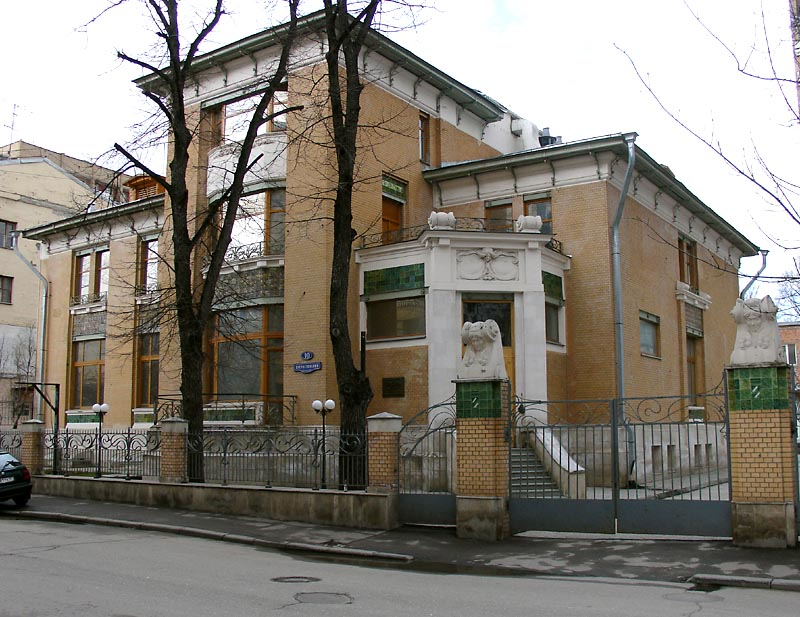
Jakuntschikowa-Villa, Moskau
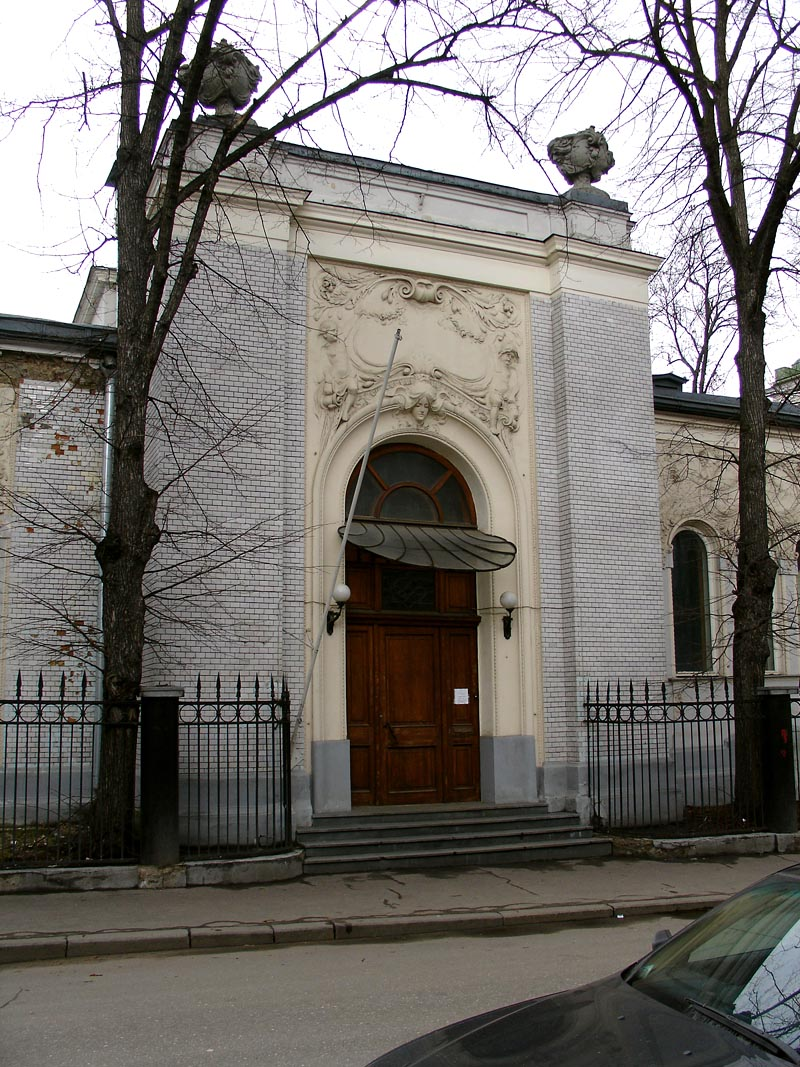
Gutheil-Villa, Moskau
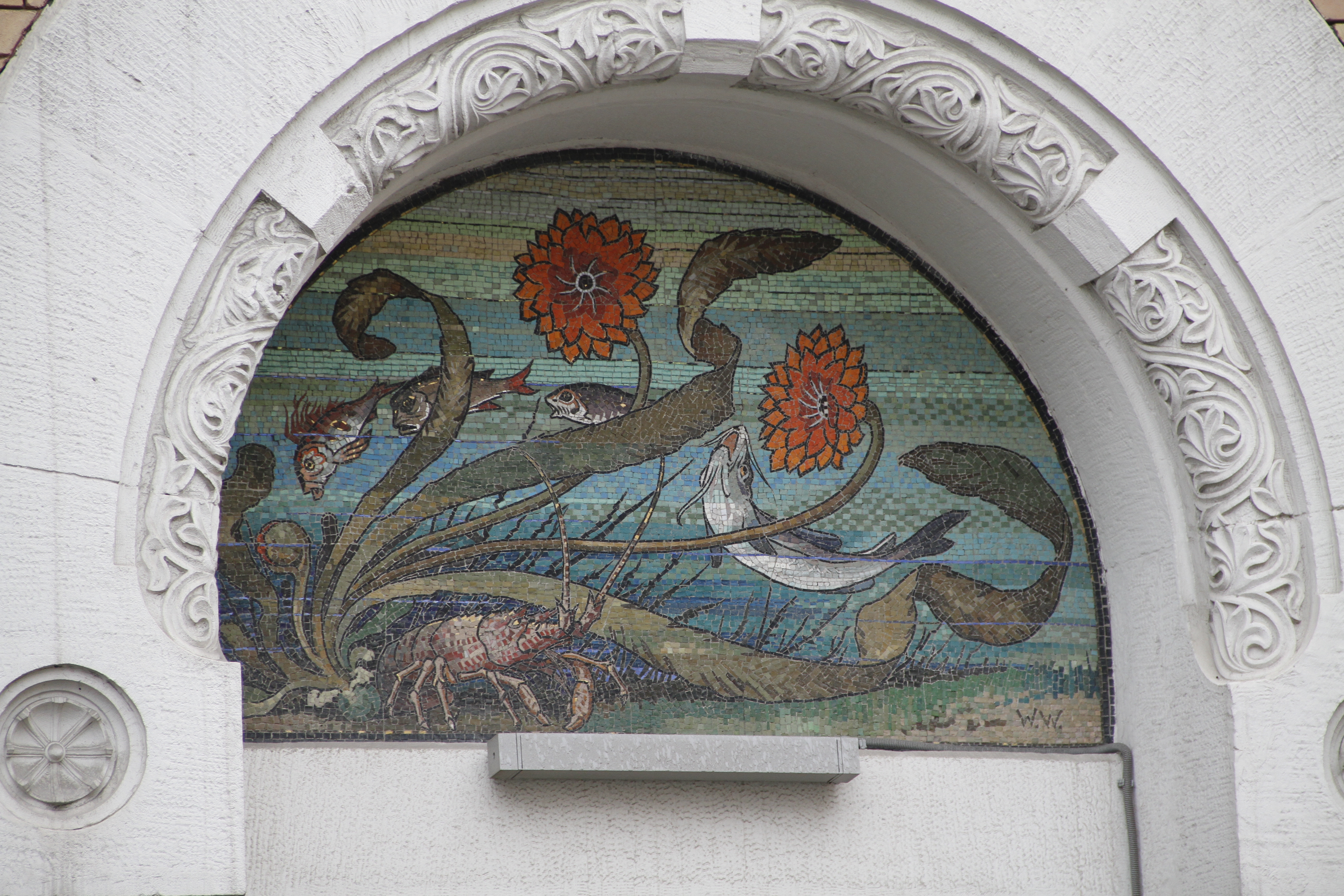
Mosaik, List-Villa, Moskau
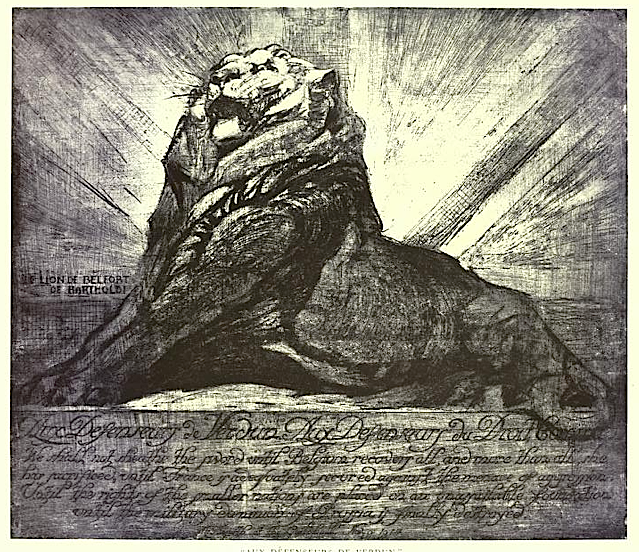
Löwe von Belfort, Kupferstich, 1917
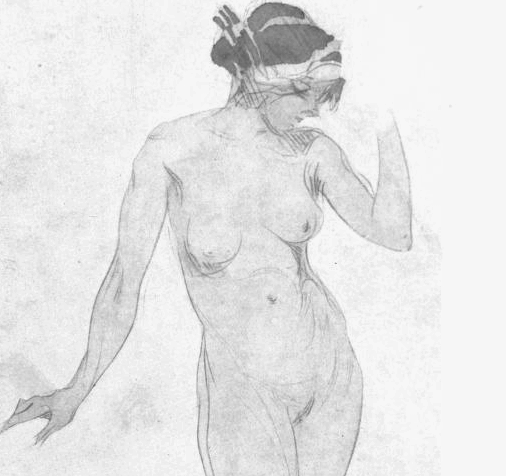
Akt-Studie, 1918